# Morten Lund
Morten Lund Nielsen (født 3. april 1972 i Køge) er en dansk iværksætter, baseret i København, særligt kendt for sine medie- og internetaktiviteter. Morten Lund har tidligere investeret i en lang række startups, herunder Skype, Bullguard ogTradeshift.
13. januar 2009 blev Lund erklæret personligt konkurs. i kølvandet på sin mislykkede investering i Nyhedsavisen.

## Biografi
Morten Lund Nielsen blev født i Køge voksede op i Jersie syd for København.[kilde mangler]
Han studerede økonomi på Odense Universitet, men droppede ud.[kilde mangler]
Hans første erhvervsengagement var Neo Ideo, et web konsulentbureau grundlagt bl.a. sammen med Jimmy Maymann og Lars Holm Hansen i 1996. Neo Ideo blev solgt til reklamegiganten Leo Burnett i januar 2000.[kilde mangler]
Herefter har Morten Lund med skiftende succes investeret i forskellige startups. I maj 2008 blev det danske firma ZYB som Lund var medinvestor i solgt til teleudbyderen Vodafone Europe BV, for et beløb der er anslået til at være i omegnen af $49m. En anden succeshistorie var Tradeshift, som Lund var engageret i, hvoraf det rygtedes at online betalingstjenesten PayPal købte en andel for ca. €12 til €15 millioner.
Morten Lunds største investering har dog været i den nu hedengangne "Nyhedsavisen", som dog endte med at gå konkurs.[kilde mangler]
Senest har Morten Lund været engageret i projektet Elleville, som er et forsøg på at skabe et kollektivt bofællesskab i Vejby. Det oprindelige selskab bag er dog gået konkurs, og senest er Morten Lunds koncernselskab, Salutation ApS også gået konkurs.